# Konstantin Africký
Konstantin Africký (latinsky: Constantinus Africanus; asi 1020, asi Kartágo – asi 1099, Montecassino) byl středověký lékař a překladatel arabských a židovských lékařských knih do latiny. Pocházel snad ze severu Afriky a žil v Itálii. Knihy překládal patrně pro Schola medica salernitana, první západní lékařskou školu. V posledním desetiletí svého života se stal benediktinským mnichem a od roku 1077 žil v klášteře Montecassino, kde i zemřel. O tom, zda byl původně muslimem, nebo africkým křesťanem, se vedou spory. Jisté je, že jeho rodným jazykem byla arabština, a že ovládal výborně i latinu a řečtinu. Je také známo, že navštívil Egypt, Sýrii, Indii, Etiopii a Persii. Do latiny přeložil díla Rhazese, Algizara nebo Jicchaka Israeli ben Solomona (lat. Isaac Judaeus). Jím přeložené knihy se používaly v Evropě jako lékařské učebnice až do 17. století. Podle jáhna Petra z montecassinského kláštera, který ve 12. století napsal první Konstantinův životopis, odešel z Kartága do Evropy, protože tamní učenci žárlili na jeho znalosti. Podle historika medicíny Karla Sudhoffa se v Evropě patrně usadil jako obchodník, a když zjistil, že v Itálii prakticky neexistují lékařské knihy a znalosti, vrátil se do Kartága, kde tyto knihy nakoupil a přivezl je zpět do Evropy jako cennou komoditu. Podle historika lékařství Josepha-Françoise Malgaigna nějaký čas působil ve službách Roberta Guiscarda.